# Смертельная битва: Завоевание
«Смертельная битва: Завоевание» (англ. Mortal Kombat: Conquest) — американский телесериал, который основан на популярной серии файтингов Mortal Kombat. Этот сериал был показан в течение одного сезона 1998—1999 годах, а в России транслировался на телеканале НТВ с 1 по 28 июля 2000 года.
Дополнение — фильм «Смертельная битва: Федерация боевых искусств» (2000).

## Сюжет
В каждом из нас живёт пламенная душа воина… Раз в поколение горстка избранных доказывает это. Давным-давно в эру мрака и жестокости эту судьбу разделили три скитальца: монах Кун Лао, изгнанный стражник Сиро и разбойница Тажа. Они призваны защищать Землю от злых сил Внешнего Мира. Они будут сражаться за свою жизнь, сражаться за свою честь, сражаться за свой мир. И впереди их ждёт Смертельная битва!
Буквальный перевод цитаты:

Кун Лао одержал победу на турнире «Смертельная битва», победив Шан Цзуна и сохранив Земное Царство. Теперь он должен обучить новое поколение воинов для следующего турнира. Тем временем, Шан Цзун, сосланный императором в Кобальтовые Копи, пытается помешать усилиям Кун Лао, всячески стараясь уничтожить его, дабы восстановить себя в глазах Шао Кана. Райдэн, Бог Грома и защитник Земного Царства, помогает Кун Лао и его друзьям — воровке Таже и бывшему телохранителю Сиро — избежать ловушек Шан Цзуна, императора и других врагов.

## В ролях

### Главные герои
Персонажи, появившиеся в каждой или почти в каждой серии:
| Актёр            | Роль                           | Оригинальное имя |
| ---------------- | ------------------------------ | ---------------- |
| Паоло Монтальбан | Великий Кун Лао                | Kung Lao         |
| Даниэл Бернхардт | Сиро                           |                  |
| Кристанна Локен  | Тажа                           |                  |
| Брюс Лок         | Шан Цзун                       | Shang Tsung      |
| Джеффри Мик      | бог Райдэн и император Шао Кан | Raiden/Shao Kahn |
| Трейси Дуглас    | Ворпакс                        |                  |

### Новые персонажи
Персонажи, созданные сценаристами исключительно для телесериала.

| Актёр            | Роль                     |
| ---------------- | ------------------------ |
| Джон Рейлли      | Бэрон Рейланд            |
| Дженнифер Рентон | Дженивьер «Джен» Рейланд |
| Анжелика Бриджес | Омеджис                  |
| Сун Хай Ли       | Кири                     |
| Тахитиа Хикс     | Анка                     |
| Дана Хи          | Сианн                    |
| Джейми Пресли    | Мика                     |
| Рени Тенисон     | Сора                     |
| Фабиана Уденио   | Крия                     |

| Актёр             | Роль      |
| ----------------- | --------- |
| Рошумба Уильямс   | Кали      |
| Брук Бёрнс        | Лори      |
| Джордж Чун        | Мастер Чо |
| Александр Уолтерс | Томас     |
| Дэйв Кори         | Бэннак    |
| Андриа Радутои    | Джола     |
| Грег Воган        | Кебрал    |
| Дин Кохрэн        | Кассар    |

### Персонажи игры
Персонажи серии игр Mortal Kombat, появившиеся в некоторых сериях.